# Mark Morrison (chanteur)
Pour les articles homonymes, voir Mark Morrison (homonymie).
Mark Morrison (né le 3 mai 1972 à Hanovre en Allemagne de l'Ouest) est un chanteur britannique. Actif depuis 1993, sa chanson Return of the Mack, sortie en 1996, est l’un de des principaux succès. Troisième single de l’album éponyme, elle est bien placée dans les classements musicaux de plusieurs pays en 1996, 1997, 1998 ou 2023 et certifiée or en Allemagne, au Danemark et en France, platine en Australie et en Nouvelle-Zélande, triple platine au Royaume-Uni et quintuple platine aux États-Unis.

## Certifications
| Région | Certification | Ventes/Streams |
| --- | ------------- | -------------- |
| Australie (ARIA) | Platine       | 70 000^        |
| Danemark (IFPI) | Or            | 0^             |
| France (SNEP) | Or            | 250 000*       |
| Allemagne (BM) | Or            | 0^             |
| Nouvelle-Zélande (RMNZ) | Platine       | 15 000*        |
| Royaume-Uni (BPI) | 3 × Platine   | 0‡             |
| États-Unis (RIAA) | 5 × Platine   | 1 000 000^     |
| *Ventes selon la certification ^Mise en rayon selon la certification xNon précisé par la certification ‡ventes/streaming selon la certification |               |                |